# Valvola a maschio
La valvola a maschio è un tipo di valvola che intercetta i fluidi mediante un otturatore tronco-conico a foro passante.
L'azione di apertura e di chiusura si ottiene ruotando l'otturatore di un quarto di giro. La tenuta è data dal contatto diretto fra l'otturatore e le superfici del corpo valvola.